# Manuel Díaz y Díaz
Manuel Cecilio Díaz y Díaz (Mugardos, La Coruña, 14 de agosto de 1924 - Santiago de Compostela, 4 de febrero de 2008), filólogo, escritor, medievalista y profesor español.

## Biografía
Se licenció en Filología Clásica en la Universidad de Madrid en 1945. En 1949 se doctoró y obtuvo plaza de catedrático de instituto y, luego, de catedrático de Filología Latina en las Universidades de Valencia (1953-1956), Salamanca (1956-1968) y finalmente en la Universidad de Santiago de Compostela desde 1968.
Considerado como uno de los medievalistas más importantes del mundo, sus obras son referencia en los estudios de lenguas clásicas. Doctor honoris causa por las universidades de Coímbra, León, Valladolid, Salamanca, Lisboa y Santiago de Compostela desempeñó diferentes cargos relacionados con la gestión universitaria aparte de su labor docente y de investigación. 
Fue presidente de la Axencia de Calidade Universitaria, director del Colegio Universitario de Lugo y vicerrector de la Universidad de Santiago de Compostela. Miembro de la sección de Patrimonio Histórico del Consello da Cultura Galega por el Instituto de Estudios Jacobeos desde 1991, investigó sobre todo el latín medieval. Era especialista en lengua y literatura latinas y en numerosos aspectos del mundo medieval (literatura, Cristianismo, Codicología o Paleografía, entre otros). 
Sus trabajos abarcan todas las materias relacionadas con la Edad Media española: desde el estudio de la cultura libresca visigoda, hasta los inicios de la cronística del Reino de Asturias. Asimismo fue maestro y mentor de toda una generación de historiadores y filólogos. Entre sus discípulos figuran Santiago Jiménez, Fernando López Alsina, Carmen Codoñer Merino , Claudina Verdes o Mercedes Brea. Escribió Index scriptorum latinorum medii aeui hispanorum (1959); Antología del latín vulgar, libro de texto en numerosos países de Latinoamérica; Libros y librerías en la Rioja Altomedioeval, obra premiada por el Patronado del Milenario de la lengua castellana, y Visiones del Más Allá en Galicia durante la Alta Edad Media (1985).
Catedrático de Latín de la Universidad de Santiago de Compostela, considerado como uno de los mejores medievalistas del mundo, doctor honoris causa de seis universidades europeas (Lisboa (1980), Salamanca (1993), Coímbra (2002) y León), exdirector del Colegio Universitario de Lugo y ex vicerrector de la USC.
Se casó con Joaquina de Bustamante y tuvo cinco hijos antes de enviudar. Sus restos reposan en el cementerio de Santiago de Compostela.

## Premios
- 1979, Medalla al Mérito Docente de la Orden Alfonso X El Sabio
- 1991, Medalla de Plata de la Junta de Galicia.
- 1994, Medalla de Oro al mérito cultural, del el Ayuntamiento de Santiago.
- 1997, Premio Nacional de Investigación Humanística Ramón Menéndez Pidal.
- 2003, Premio Grupo Compostela.